# Медвеженское сельское поселение (Кировская область)
Медвеженское сельское поселение  — упразднённое муниципальное образование в составе Фалёнского района Кировской области России.
Центр — посёлок Октябрьский.

## История
Медвеженское сельское поселение образовано 1 января 2006 года согласно Закону Кировской области от 07.12.2004 № 284-ЗО.
30 апреля 2009 года в соответствии с Законом Кировской области № 369-ЗО в состав поселения включены населённые пункты Октябрьского сельского поселения.
В январе 2020 года в соответствии с Законом Кировской области от 20.12.2019 № 331-ЗО Медвеженское сельское поселение было упразднено и объединено с другими муниципальными образованиями района в Фалёнский муниципальный округ.

## Население
| 2010 | 2012  | 2013  | 2014  | 2015  | 2016  | 2017  |
| ---- | ----- | ----- | ----- | ----- | ----- | ----- |
| 1305 | ↘1248 | ↘1187 | ↘1139 | ↘1078 | ↘1068 | ↘1013 |
| 2018 | 2019  | 2020  |       |       |       |       |
| ↘994 | ↘982  | ↘941  |       |       |       |       |

## Состав поселения
| № | Населённый пункт | Тип населённого пункта          | Население |
| - | ---------------- | ------------------------------- | --------- |
| 1 | Октябрьский      | посёлок, административный центр | ↘590      |
| 2 | Малахи           | деревня                         | 279       |
| 3 | Медвежена        | деревня                         | 81        |
| 4 | Святица          | село                            | ↘355      |